# Grasfrosch
Der Grasfrosch (Rana temporaria) gehört zur Gattung der Echten Frösche in der Familie der Echten Frösche. Weitere, allerdings kaum mehr gebräuchliche Trivialnamen sind unter anderem „Taufrosch“ und „Märzfrosch“. Zusammen mit ähnlich aussehenden und ebenfalls eher terrestrisch lebenden Arten wie dem Springfrosch und dem Moorfrosch wird er außerdem unter dem Sammelbegriff „Braunfrösche“ geführt. Der Grasfrosch wurde in Deutschland und Österreich zum „Lurch des Jahres 2018“ gekürt.

## Merkmale
Die Kopf-Rumpf-Länge der erwachsenen Tiere (Adulte) erreicht maximal elf Zentimeter, wobei die Weibchen aufgrund des etwas späteren Eintritts der Geschlechtsreife im Durchschnitt geringfügig größer werden als die Männchen. Die meisten Exemplare sind allerdings zwischen sieben und neun Zentimetern groß und wirken recht plump. Die Oberseite kann gelb-, rot- oder dunkelbraun gefärbt sein. Bei manchen Tieren ist sie nur wenig gezeichnet, andere weisen unregelmäßige schwarze Flecken auf, die gelegentlich die Grundfarbe fast verdecken können. Die beiden Rückendrüsenleisten nähern sich im Schulterbereich etwas an. Der beidseitige, charakteristisch dreieckige Schläfenfleck mit dem darin befindlichen Trommelfell ist wie bei allen Braunfröschen deutlich dunkelbraun abgesetzt. Auch die Querstreifung der Hinterbeine ist ein Merkmal aller Braunfrösche. Die Unterseite ist beim Männchen weißlich-grau und meist ungefleckt, bei den Weibchen oft gelb und dabei rötlich marmoriert. Die Schnauzenspitze ist stumpf abgeschrägt und in der Draufsicht gerundet geformt, die Pupille länglich und waagerecht ausgerichtet. Der innere Fersenhöcker auf der Fußsohle erscheint bei dieser Art klein und weich.
Die Vorderbeine der Männchen sind viel kräftiger gebaut als die der Weibchen. Dies ist im Fortpflanzungsverhalten begründet, da sich die Tiere in axillarer Umklammerung (Amplexus) mitunter tagelang auf dem Rücken der Weibchen festhalten müssen. Zur Laichzeit wirken die Männchen infolge von Ansammlungen von Lymphflüssigkeit manchmal etwas „schwabbelig“ und können sogar leicht bläulich erscheinen (aber nicht so intensiv wie Moorfrosch-Männchen). An ihren jeweils inneren Fingern bilden sie in dieser Phase dunkle, raue Brunstschwielen aus. Bei den Weibchen kann zur Laichzeit ein sogenannter Laichausschlag aus weißlichen „Pickeln“ im Bereich der Flanken und Hinterbeine beobachtet werden.

## Fortpflanzung und Individualentwicklung

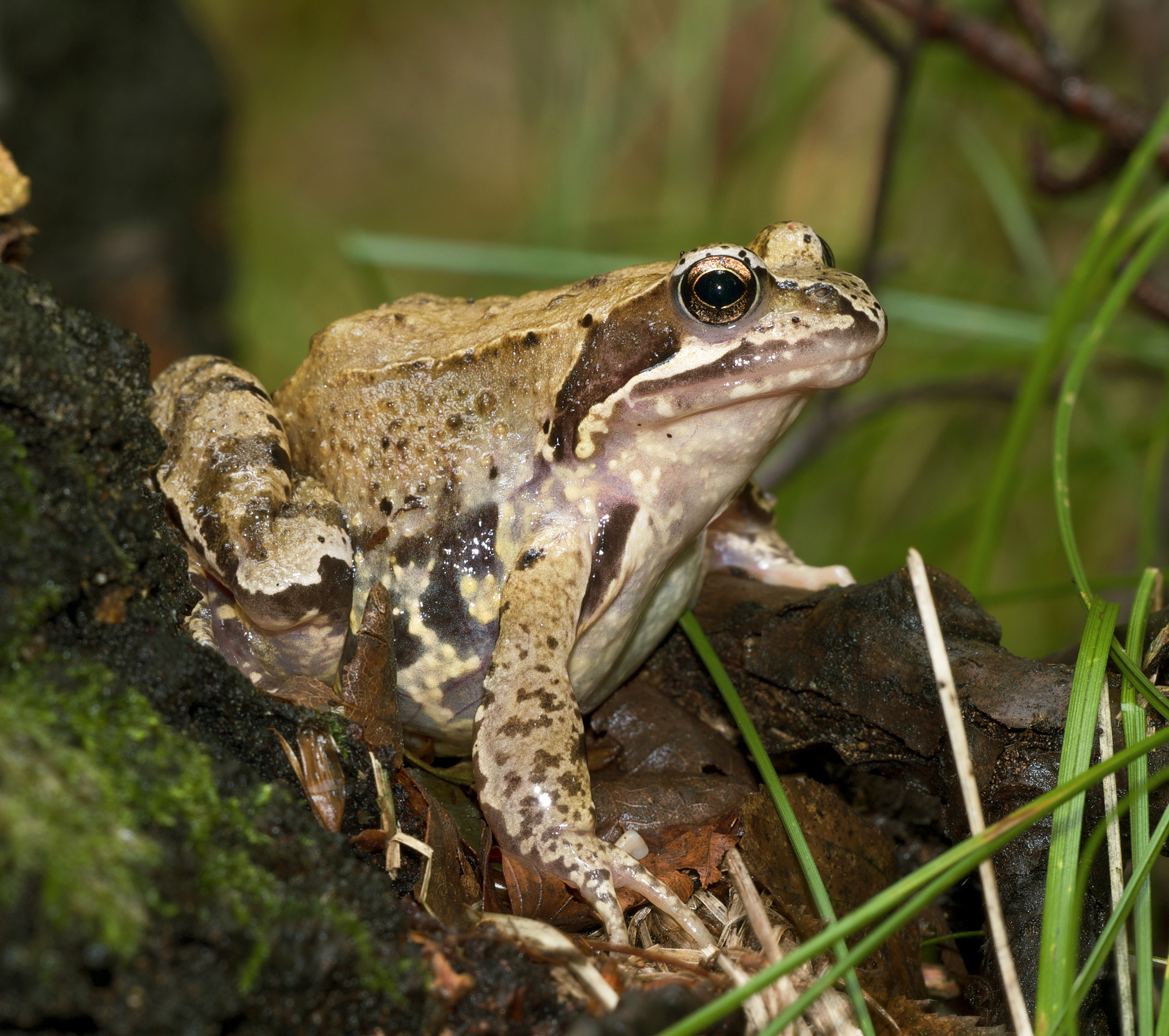
Grasfrosch, Weibchen

Im zeitigen Frühjahr – in Mitteleuropa meist Mitte bis Ende März – finden sich die aus der Winterstarre erwachten adulten Tiere im Laichgewässer ein, nachdem sie nachts bei frostfreiem Regenwetter dorthin gewandert sind. Die Männchen halten am Ufer und im Flachwasser nach den etwas später eintreffenden Weibchen Ausschau. Zusätzlich äußern sie Paarungsrufe, die mit zwei inneren Schallblasen erzeugt werden, allerdings relativ leise sind. Der Ruf kann als dumpfes Knurren oder Brummen beschrieben werden. Im Folgenden ein Beispiel für Paarungsrufe:

Da die Population sich recht ortstreu immer wieder am selben Gewässer einfindet, spielen die Rufe für die Organisation der Laichgesellschaft eine geringere Rolle als bei „vagabundierenden“ Froschlurchen mit wechselnden Laichplätzen und müssen darum nicht so laut sein. Ferner ist der Grasfrosch ein sogenannter „Explosivlaicher“, dessen Fortpflanzungsphase zeitlich sehr konzentriert an wenigen Tagen abläuft. Die Paarungsrufe sind daher nur kurz zu hören, sowohl tagsüber als auch – vermehrt – nach Einbruch der Dunkelheit. Einzelne Nachzügler rufen aber auch noch nach der Hauptlaichphase.

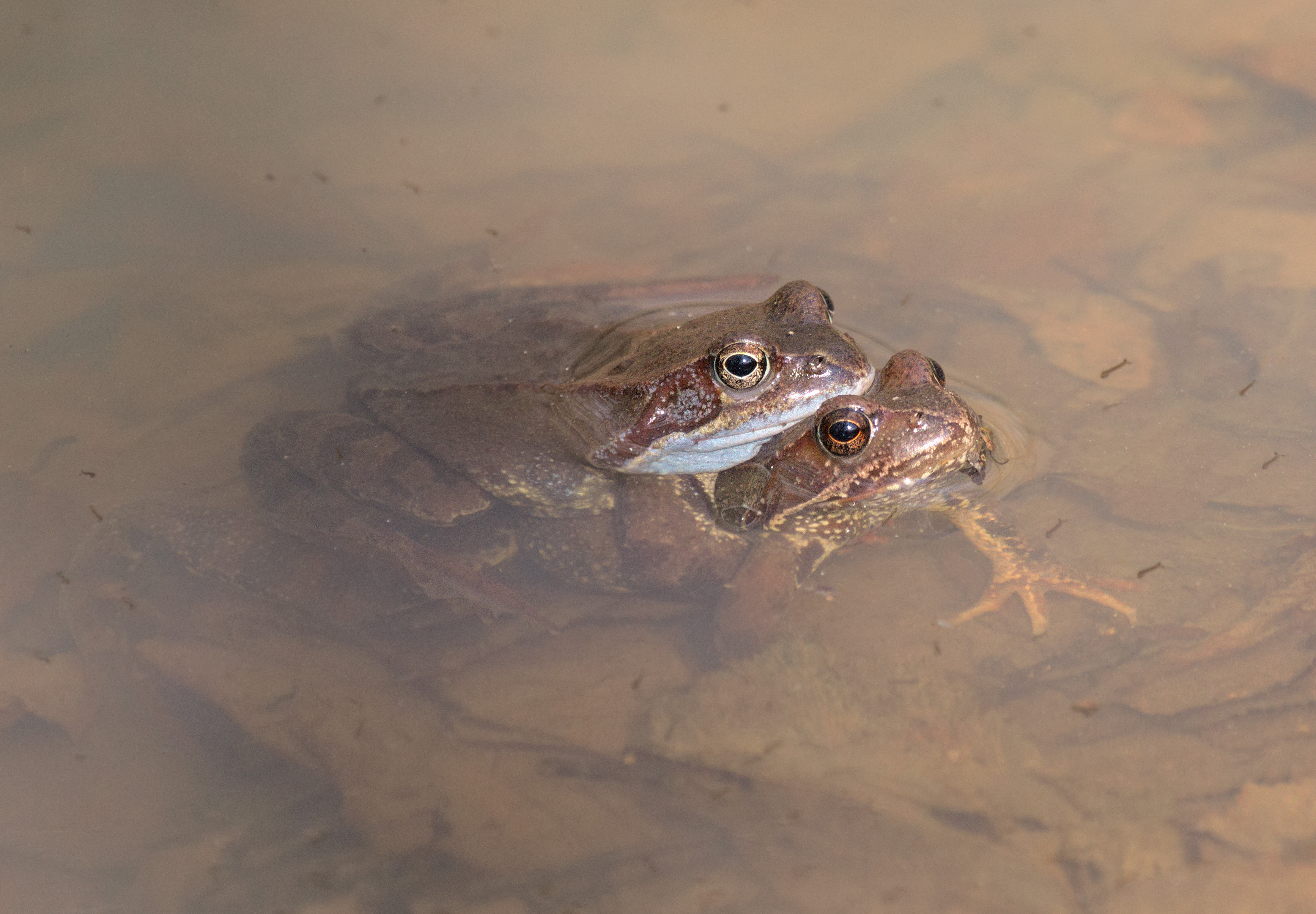
Grasfrosch-Paar im Amplexus

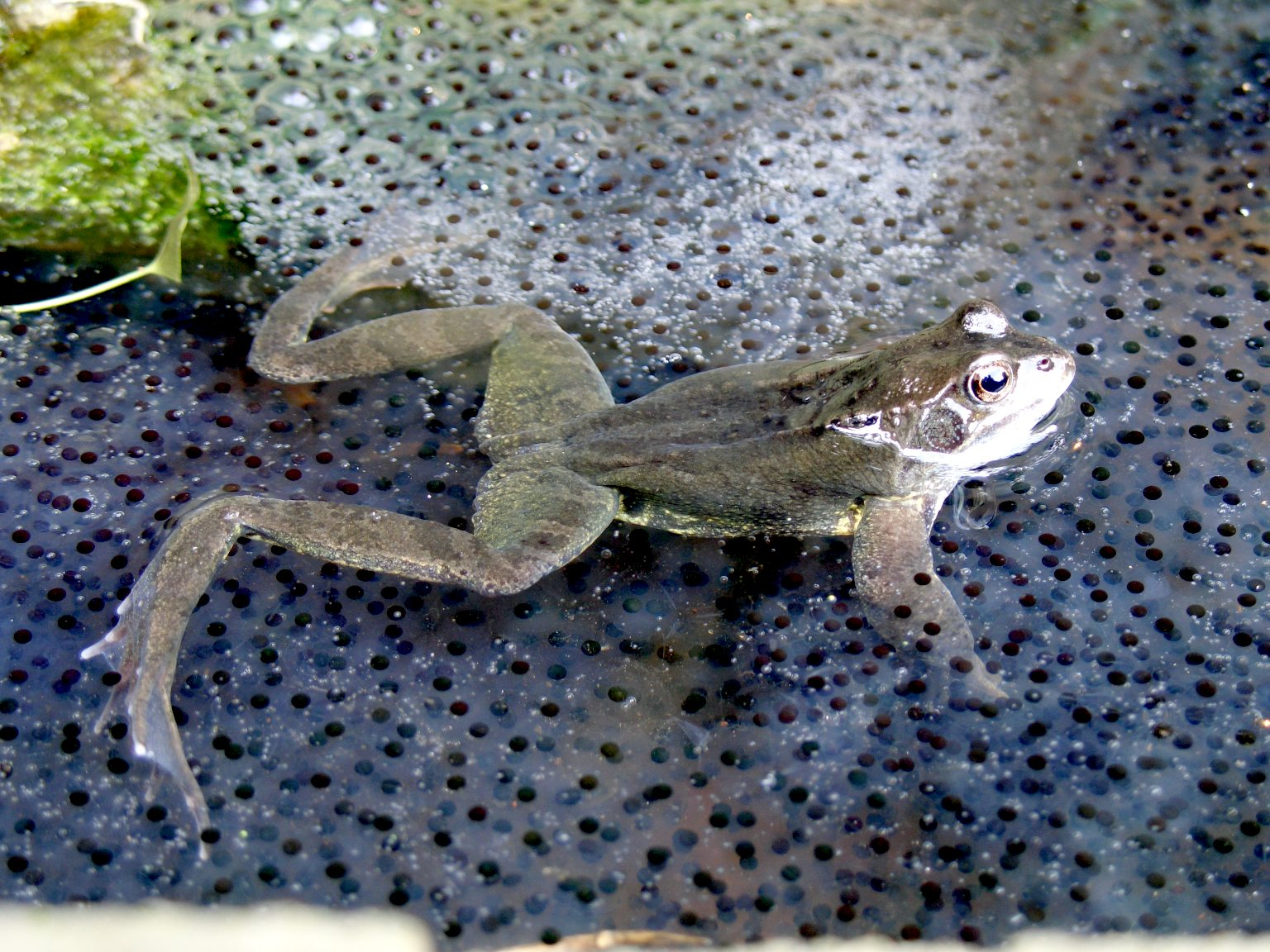
Männchen zwischen Laichballen

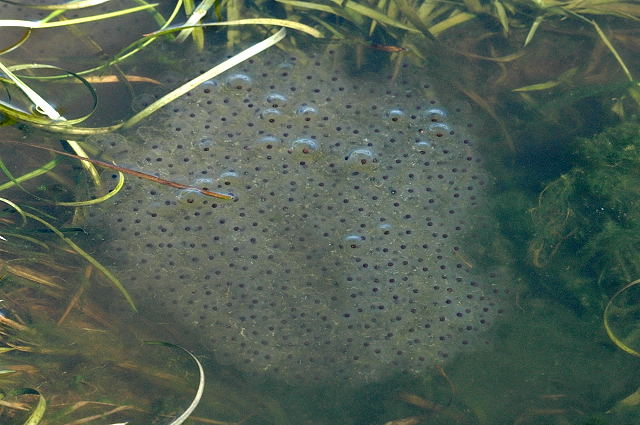
Laichballen

Froschlaich-Entwicklung

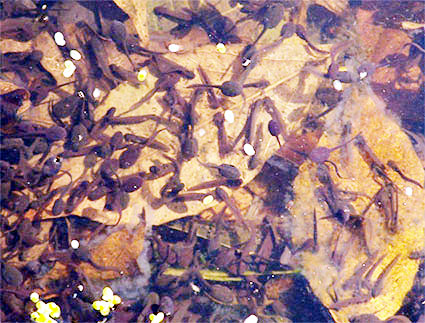
Kaulquappen einige Wochen nach dem Schlupf aus dem Laich

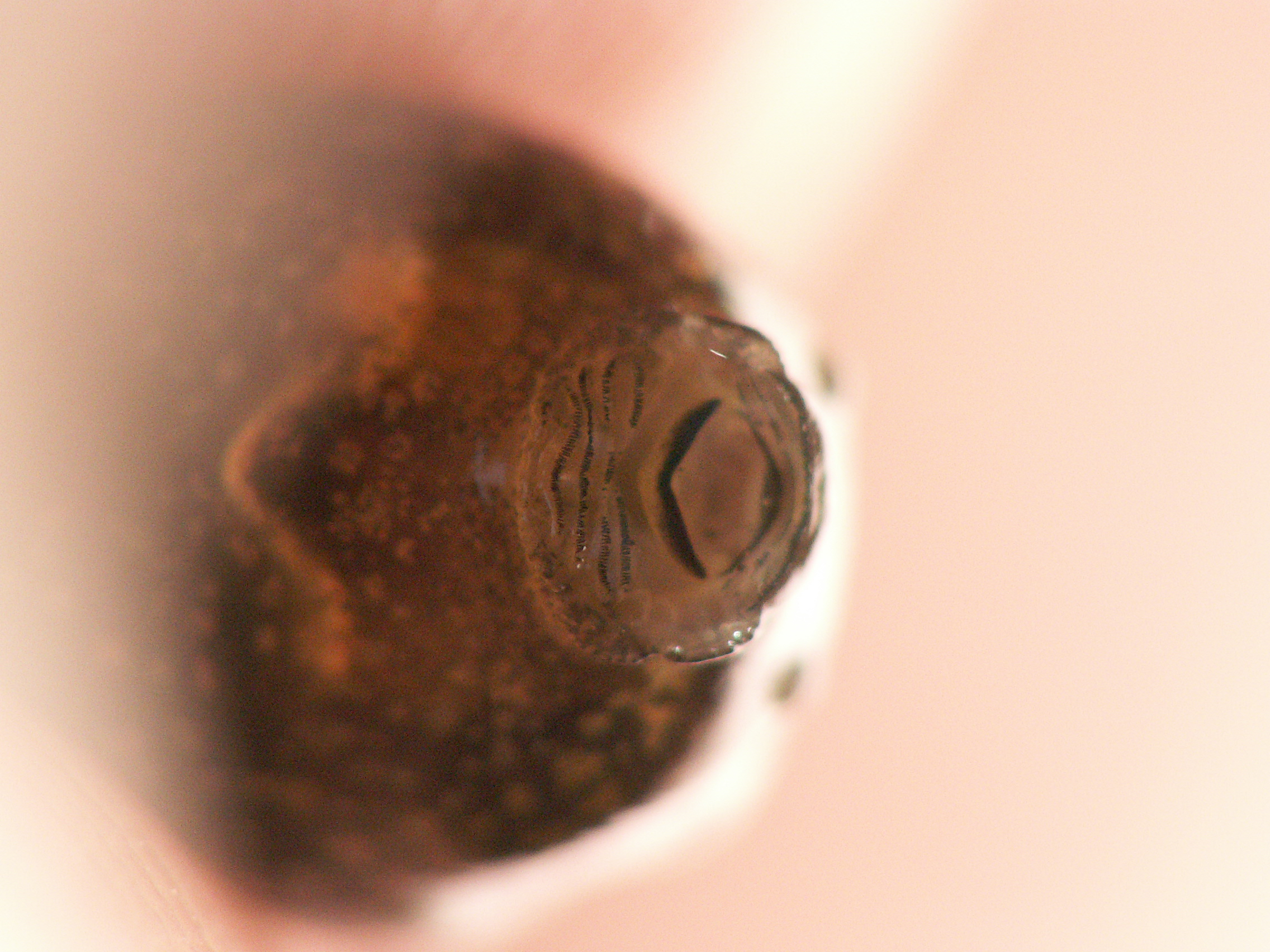
Mundfeld der Kaulquappe

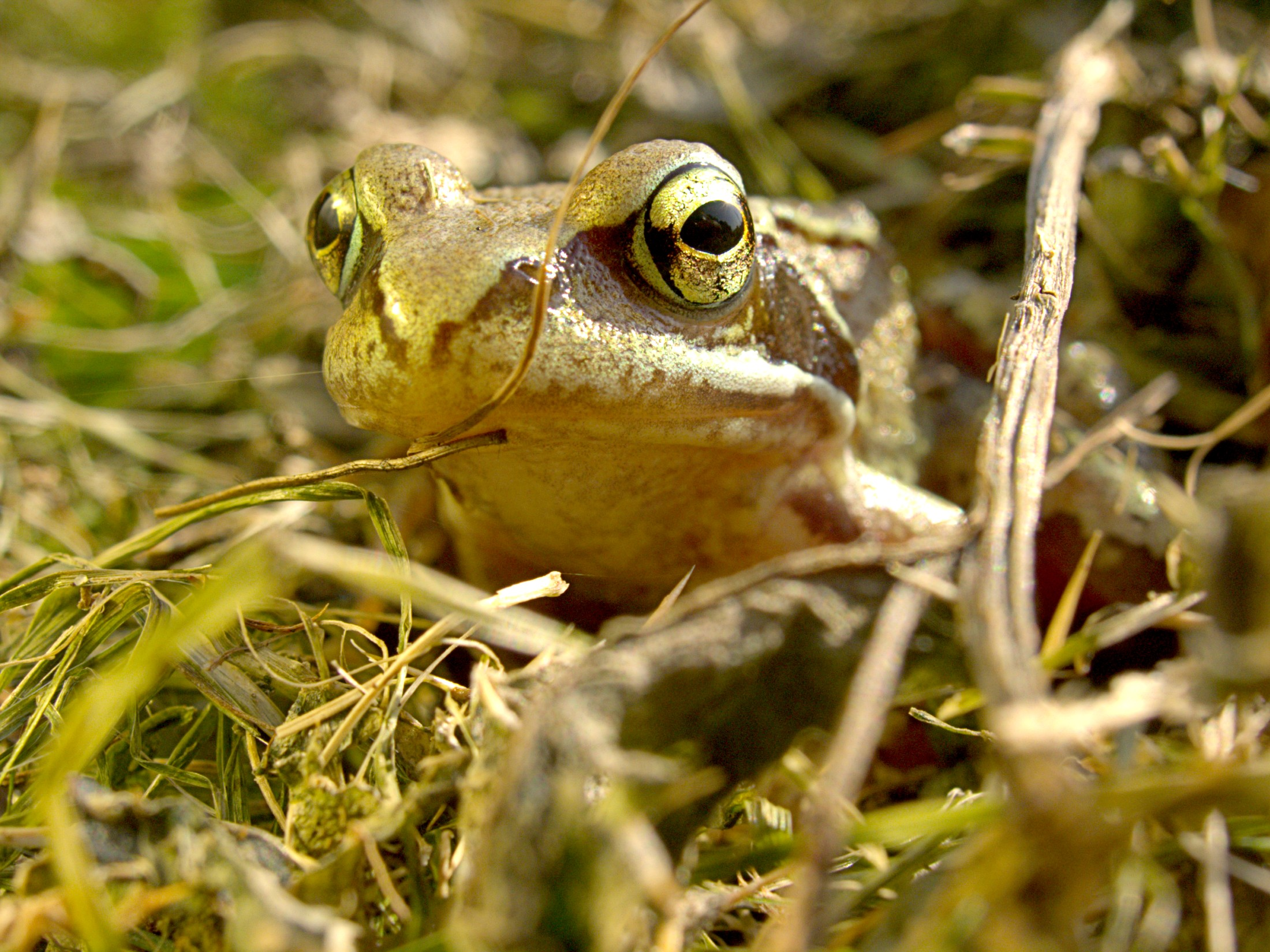
Porträt eines jungen (etwa vorjährigen) Tieres

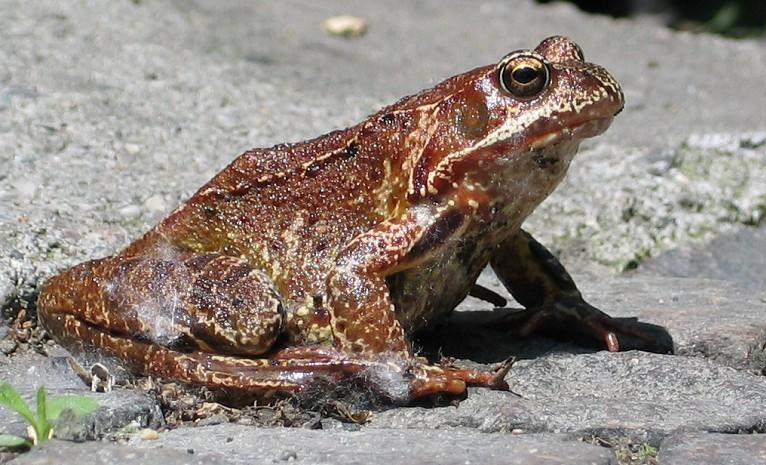
Älteres Weibchen mit auffälligen Rotanteilen der Färbung

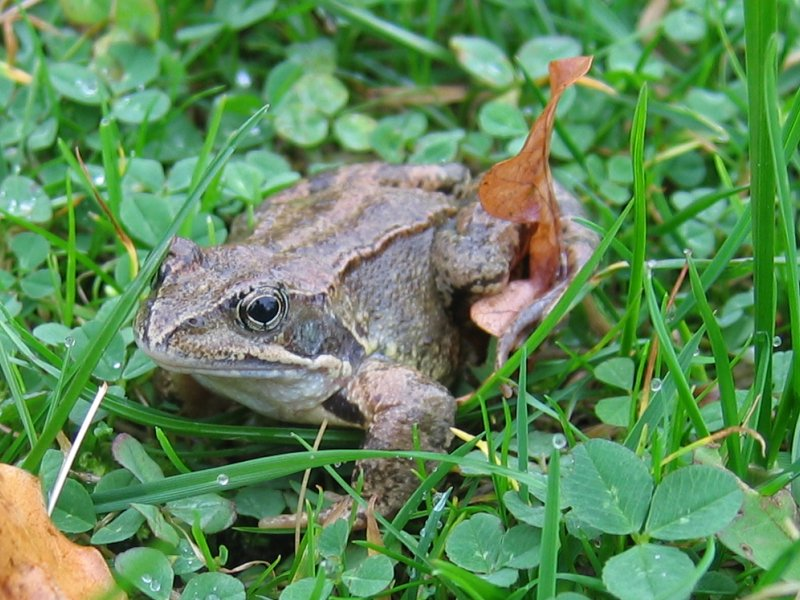
Älteres Männchen (beachte die kräftigen Arme und die weißliche Unterseite)

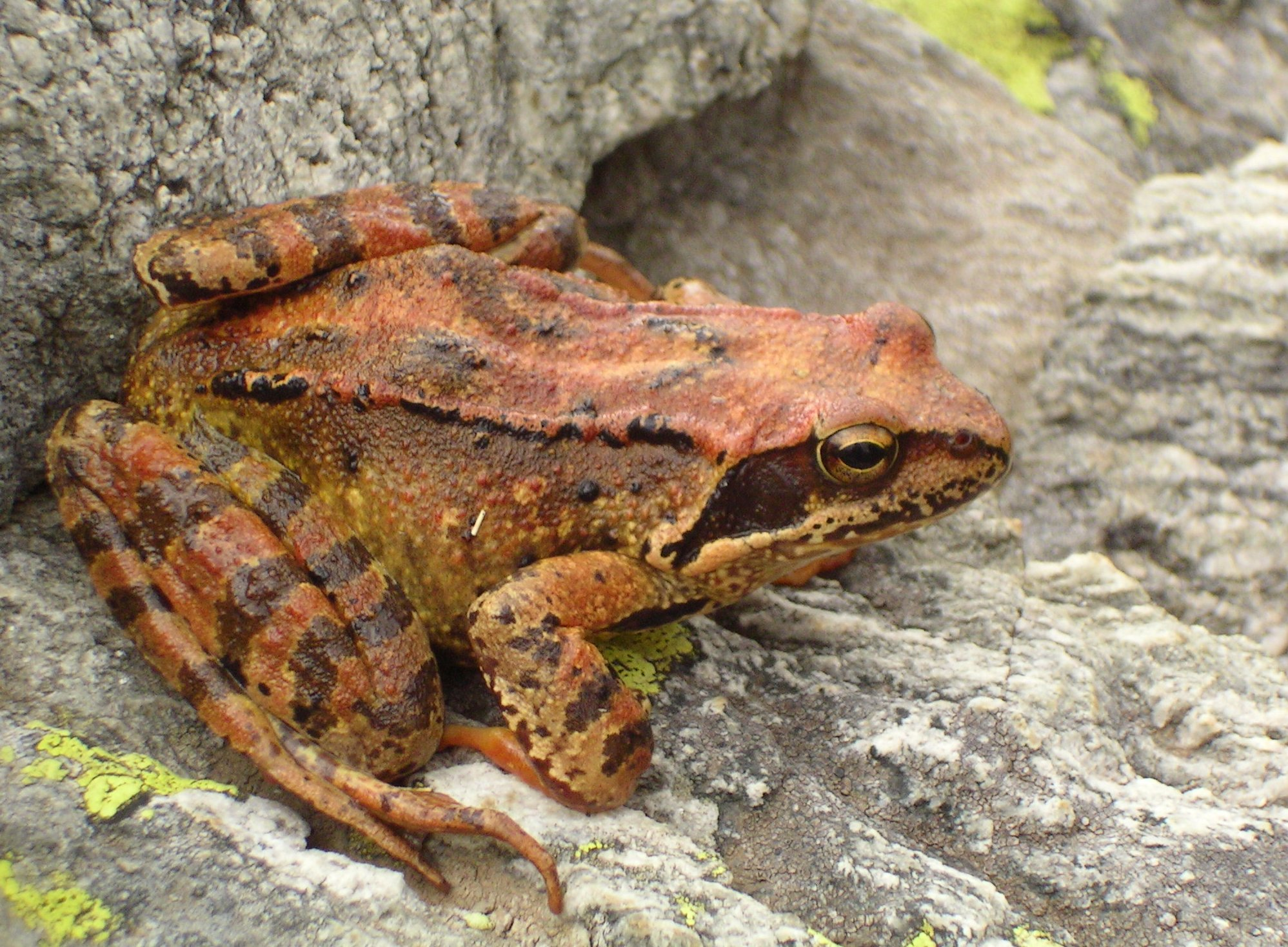
Weibchen in den Schweizer Alpen; die Querstreifung der Hinterbeine ist typisch für alle Braunfroscharten

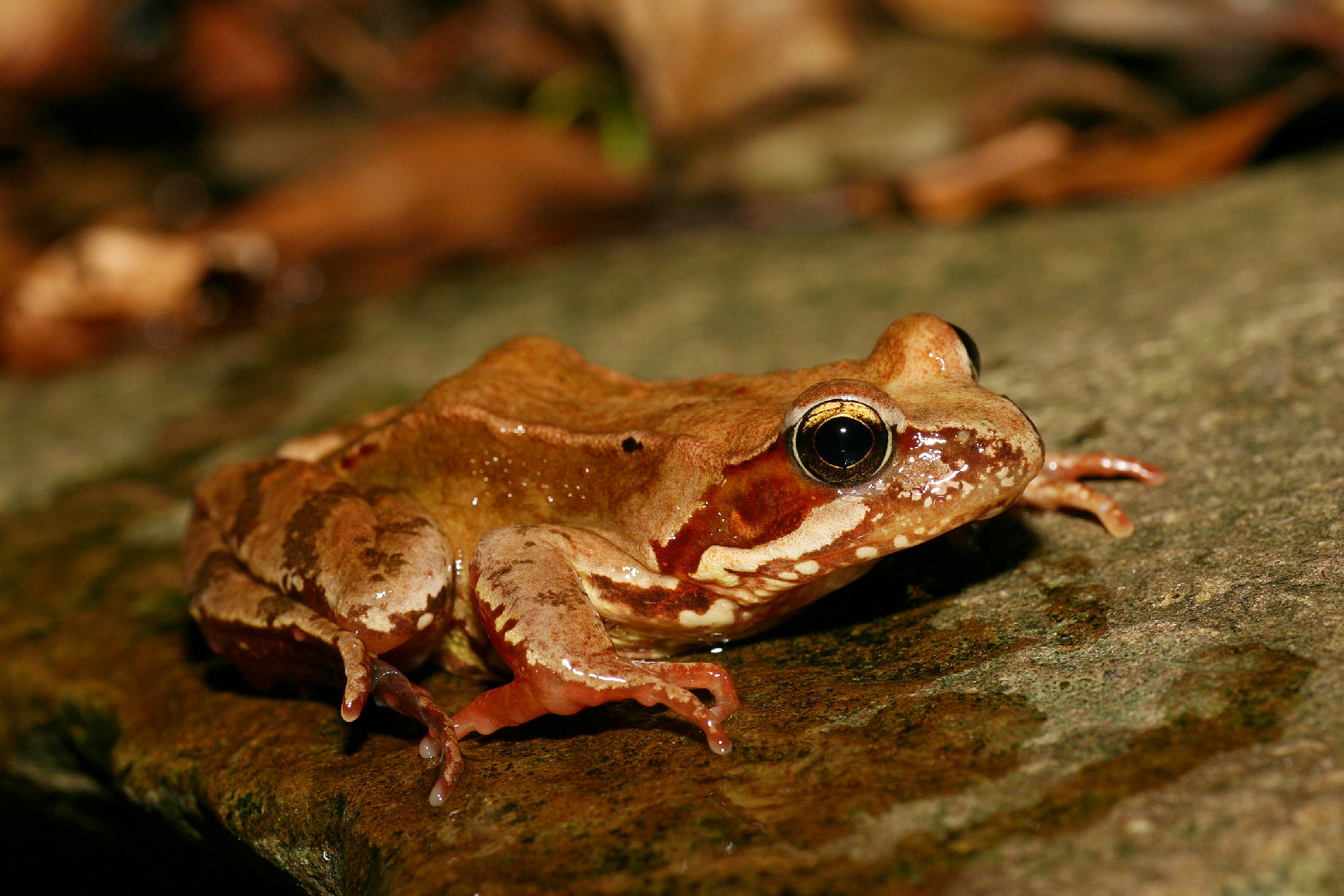
Mageres, junges Weibchen, schwach gezeichnet

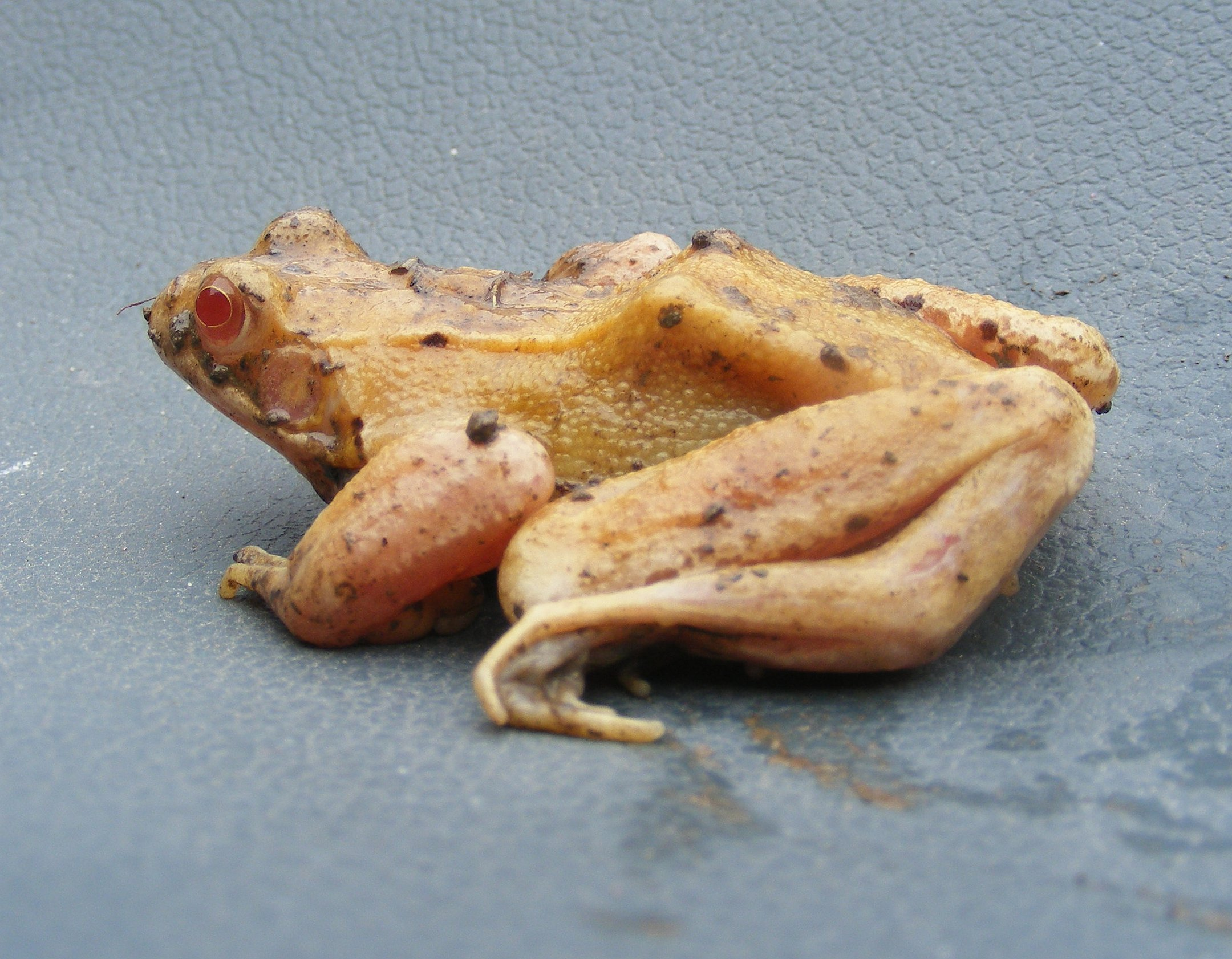
Albino, Nationalpark Eifel

Das Fortpflanzungsgeschehen findet oft in bevorzugten – vegetationsreichen und besonnten – Uferabschnitten von Gewässern statt, so dass dort Ansammlungen aus manchmal hunderten, selten sogar tausenden Laichklumpen auf mehreren Quadratmetern Fläche entstehen können. Die Laichballen des Grasfrosches sind besonders groß und weisen etwa 700 bis 4400 (mehrheitlich zwischen 1000 und 2500) Eier auf. Ein Weibchen legt meist nur einen Laichballen ab, selten zwei. Bei Austritt des Laiches aus der Kloake des Weibchens wird dieser vom rücklings aufsitzenden Männchen besamt. Die oben erwähnten Massenlaichplätze sind heutzutage weit weniger häufig zu finden als noch vor einigen Jahrzehnten. Bei einer Untersuchung aus Nordwestdeutschland lag die durchschnittliche Anzahl pro Laichgewässer bei 41 Laichballen; ein Drittel der ausgewerteten Laichplätze wies sogar weniger als 10 Eiklumpen auf.
Die Eier sind fast schwarz gefärbt, nur mit einer winzigen Aufhellung am unteren Eipol. Der Eidurchmesser (ohne umgebende Gallerte) beträgt 1,7 bis 2,8 Millimeter; die Gallerte hat bei „reifem“ Laich 8 bis 10 Millimeter Durchmesser. Nach dem Ablaichen quillt diese auf und die Ballen steigen durch Gasbildung meistens an die Wasseroberfläche. Sie sind nun als große, treibende „Fladen“ gut zu sehen. Die Gallerte hat eine Art Brennglasfunktion und so erwärmen sich die oberen und mittleren Eier schneller als die unten liegenden und die entsprechenden Keimlinge kommen schneller zur Entwicklung. Andererseits besteht im Frühjahr die Gefahr des Überfrierens und Absterbens vor allem für die oberen und äußeren Eier eines Laichballens. Wird ein Laichklumpen umgedreht (mit den unteren, hellen Eipolen nach oben zeigend), kann dies ebenfalls zum Absterben führen.
Je nach Umgebungstemperatur schlüpfen die zunächst 6 bis 9 Millimeter langen Larven nach wenigen Tagen oder auch erst vier Wochen. Bei den älteren, schwimmfähigen Kaulquappen reicht der obere Flossensaum des Schwanzes höchstens bis zur Rumpfmitte. Der Ruderschwanz erreicht maximal die doppelte Rumpflänge und endet eher stumpf. Die Grundfarbe ist braun mit kupfer- bis bronzefarbigen Flecken; die Gesamtlänge erreicht zuletzt etwa 46 Millimeter. Die aquatische Entwicklung bis zur Metamorphose zum Landtier dauert je nach äußeren Bedingungen circa zweieinhalb bis drei Monate, so dass in Mitteleuropa Mitte bis Ende Juni die meisten Jungfrösche das Gewässer verlassen haben. In Hochgebirgslagen können sich Laichzeitpunkt und Larvalentwicklung erheblich verzögern. Die Eiablage erfolgt dann mitunter erst im Sommer. Manche Larven gelangen dann nicht mehr vor dem Winter zur Metamorphose, sondern überwintern aquatisch (vergleiche beispielsweise: Wurzeralm).
Zwei- bis dreijährig (unter ungünstigen Bedingungen erst vierjährig) werden Grasfrösche geschlechtsreif, wobei sie vor allem im ersten Lebensjahr nach der Umwandlung ihre Körpermasse stark vergrößern. Im Durchschnitt werden Männchen etwas eher sexuell aktiv als gleichaltrige Weibchen.

## Lebensraum und Lebensweise
Zu den Laichgewässern gehört ein breites Spektrum stehender oder langsam fließender Gewässer. Bevorzugt werden jedoch flachere, von der Sonne beschienene Stillgewässer wie kleine Teiche und Weiher (auch Gartenteiche), die aber selten austrocknen dürfen, oder auch Viehtränken in Grünlandgebieten. Als Laichsubstrat sind Flutrasen beispielsweise aus dem Flutenden Schwaden besonders beliebt. Nach der Eiablage verlassen die Tiere meist sehr rasch das Gewässer und gehen zum Landleben über. Als Habitate werden nun beispielsweise Grünland, Saumbiotope, Gebüsche, Gewässerufer, Wälder, Gärten, Parks sowie Moore besiedelt. Nachts gehen die Frösche auf die Jagd nach Insekten (beispielsweise Käfern und Laubheuschrecken), Asseln, Würmern, Spinnen und Nacktschnecken, tagsüber verstecken sie sich an feuchten Plätzen zwischen Vegetation oder unter Steinen bzw. Totholz. Die Überwinterung erfolgt manchmal am Grund von Gewässern (dann oft kollektiv), überwiegend aber wohl terrestrisch in Erdlöchern und ähnlichen frostfreien Unterschlüpfen. Zuvor im Herbst sind die Tiere meist dem Laichgewässer schon ein Stück entgegengewandert oder nutzen dieses sogar zur Überwinterung in Kältestarre – Sommerlebensraum und Überwinterungsquartier sind also nicht unbedingt identisch.
Zu den wichtigsten Prädatoren des Grasfrosches zählen verschiedene Vogelarten wie Schwarz- und Weißstorch, Mäusebussard, Schreiadler, Roter und Schwarzer Milan, Uhu, Waldkauz, Schleiereule und auch die Amsel. Weiter sind die Ringelnatter, verschiedene Forellenfische, Wildschwein, Rotfuchs, Dachs, Iltis und Wanderratte zu nennen. Den Kaulquappen stellen beispielsweise Larven von Großlibellen und Gelbrandkäfern nach.
Grasfrösche werden unter natürlichen Bedingungen nur selten zehn Jahre alt; die meisten sterben deutlich früher aufgrund der zahlreichen Fressfeinde, durch Verluste bei der Überwinterung, Krankheiten und zivilisatorische Faktoren (Straßenverkehr, Umweltgifte etc.). In Gefangenschaft erreichte ein Exemplar ein Lebensalter von 18 Jahren.

## Verbreitung
Der Grasfrosch ist im größten Teil Europas vertreten. Das Areal reicht vom Nordrand der Iberischen Halbinsel über Frankreich und die Britischen Inseln – auf Irland wurde die Art vor rund 300 Jahren künstlich eingeführt – über ganz Mitteleuropa und den europäischen Teil Russlands bis über den Ural hinaus nach West-Sibirien und Nord-Kasachstan. Im Norden wird ganz Skandinavien bis zum Nordkap besiedelt. Größere Verbreitungslücken bestehen dagegen im Mittelmeerraum Südeuropas, wo stattdessen andere Braunfroscharten vorkommen, sowie zwischen Ungarn und dem Schwarzen Meer. Die südlichsten Beobachtungen stammen aus dem Norden Griechenlands. In der nördlichen Schweiz wurden Grasfrösche bis in 2630 Metern über Meereshöhe gesichtet.
In Deutschland ist der Grasfrosch von der Nord- und Ostseeküste bis in die Alpen noch mehr oder weniger geschlossen verbreitet. Dabei kommt es aber je nach Landschaftsstruktur zu sehr unterschiedlichen Bestandsdichten (vergleiche: Gefährdung). Beispielsweise fehlen Grasfrösche in monotonen Agrarlandschaften wie der östlichen Uckermark, im Oderbruch, auf der Querfurter Platte und im Weißenfelser Ackerland; geringe Abundanzen weisen auch die Hellwegbörden, das südöstliche Münsterland und weitere Regionen auf. Bemerkenswert ist auch die Tatsache, dass innerhalb des norddeutschen Tieflandes ein West-Ost-Gefälle festzustellen ist: Während in Niedersachsen der Grasfrosch die bei weitem dominierende Braunfroschart ist, kann bereits an der unteren Mittelelbe-Niederung örtlich der Moorfrosch diese Rolle übernehmen. Im nordöstlichen Tiefland (östliches Mecklenburg-Vorpommern, östliches Brandenburg) ist dann der Moorfrosch vielerorts häufiger als der Grasfrosch.
In Österreich ist der Grasfrosch nahezu überall verbreitet und häufig. Areallücken sind im östlichen Tiefland zu erkennen.
In der Schweiz gilt der Grasfrosch als der häufigste Froschlurch; lediglich im südlichen Tessin und im Raum Genf scheint es geringere Abundanzen und Verbreitungslücken zu geben.

## Unterarten
Die Nominatform Rana temporaria temporaria besiedelt nahezu das gesamte Verbreitungsgebiet. Dabei sind aufgrund der großen äußeren Variabilität zahlreiche Varietäten beschrieben worden. Als Unterarten werden neben der Nominatform etwa vier anerkannt. Auffälligerweise konzentrieren sich deren Vorkommen alle auf eng begrenzte bergige Regionen am Südwestrand des Gesamtareals. In Bergregionen Nordwest-Spaniens wird die langbeinige und kleinerwüchsige Subspezies R. t. parvipalmata unterschieden, in den spanischen Pyrenäen R. t. aragonensis, in den französischen Ost-Pyrenäen R. t. canigonensis und in den französischen Alpen zwischen 700 und 2000 m NN R. t. honnorati. Weitere, früher beschriebene Formen und Unterarten werden heute teilweise anderen Braunfroscharten zugeordnet. In neuerer Zeit war dies beispielsweise der Pyrenäenfrosch (Rana pyrenaica Serra-Cobo, 1993). Die (Unter-)Artbildung im Südwesten wurde offenbar durch Klimaschwankungen und dadurch bedingte geographische Isolation in den entsprechenden Bergregionen gefördert.

## Fossile und archäologische Nachweise
Die ältesten Fossilfunde des Grasfrosches in Mitteleuropa datieren aus dem späten Oberpliozän vor etwa zwei Millionen Jahren. So wurde die Art fossilisiert im Schlamm eines Erdfallsees bei Kaltensundheim in der thüringischen Rhön zusammen mit Resten des Mammutiden Mammut borsoni gefunden. Für das Pleistozän gehört Rana temporaria zu den häufigsten Nachweisen fossiler Froschlurche – nicht nur aus warmzeitlichen, sondern auch aus kaltzeitlichen und sogar hochglazialen Phasen (in den eisfreien Gebieten).
Archäologische Funde auf dem Ortsgebiet von Kutná Hora (Tschechische Republik) belegen, dass bereits die vorgeschichtliche Bevölkerung in dieser Region Froschschenkel gegessen hat. Dies zeigen annähernd 700 gefundene Knochen dieser Tiere.

## Gefährdung und Schutz
In den letzten Jahren wurden in verschiedenen Teilen Europas (Großbritannien, Spanien, Schweiz, Österreich, Deutschland) lokale und regionale Bestandsrückgänge festgestellt. In manchen landschaftsstrukturell monotonen, vom Menschen intensiv bewirtschafteten Gegenden kann man nur noch kleine Laichgesellschaften beobachten statt wie früher viele hundert laichende Frösche in einem Gewässer. In der Roten Liste gefährdeter Tiere Deutschlands wird diese scheinbare „Allerweltsart“ daher in der Kategorie „Vorwarnliste“ geführt. Eine wichtige allgemeine Gefährdungsursache ist neben der Lebensraumvernichtung auch der Kraftfahrzeugverkehr auf dem dichten Straßennetz: Bei den Wanderungen zwischen den Teillebensräumen, unter anderem vom Winterquartier zum Laichgewässer, werden neben anderen Amphibien, etwa Erdkröten, auch unzählige Grasfrösche überfahren.
Gesetzlicher Schutzstatus (Auswahl)
- Fauna-Flora-Habitat-Richtlinie (FFH-RL): Anhang V (Art kann Gegenstand von Verwaltungsmaßnahmen sein)[14]
- Bundesartenschutzverordnung (BArtSchV): „besonders geschützt“ gem. Anlage 1[15]

Nationale Rote Liste-Einstufungen (Auswahl)
- Rote Liste Bundesrepublik Deutschland: Vorwarnliste[16]
- Rote Liste Österreichs: NT (Gefährdung droht)
- Rote Liste der Schweiz: LC (nicht gefährdet)